# Ernst Thälmann
Ernst Thälmann (født 16. april 1886 i Hamborg i Tyskland, død 18. august 1944 i koncentrationslejren Buchenwald) var en tysk politiker. Han var leder af det tyske kommunistparti KPD.
Han blev medlem af SPD i 1903 og blev tidligt smidt ud af den tyske hær på grund af sine politiske aktiviteter. Senere blev han medlem af USPD, hvor har var et af de fremtrædende medlemmer af partiets venstrefløj. I 1920 forlod Thälmann sammen med flere andre medlemmer USPD efter intern uenighed om partiets tilslutning til Komintern. De udtrædende medlemmer blev i december 1920 optaget i KPD. I 1921 blev han sendt til Komintern i Moskva som repræsentant for KPD, hvor han mødte Lenin. Senere blev han bl.a. medlem af Kominterns centralkomité. Samme år blev han afskediget fra sit arbejde på grund af sin kommunistiske aktivitet. Han blev året efter også udsat for et attentat fra den fascistiske gruppe Consul.
Han deltog i organiseringen af det mislykkede oprørsforsøg i Hamborg i 1923 og måtte skjule sig for politiet et stykke tid. I 1924 blev han indvalgt i den tyske Rigsdag. Året efter blev han også leder af KPD's militante Rote Frontkämpferbund, en parallel til nationalsocialisternes SA. Han blev partiformand i KPD samme år og var partiets kandidat ved det tyske præsidentvalg.
I oktober 1926 var han aktiv i støtten til en strejke blandt Hamborgs havnearbejdere. De strejkede i sympati med engelske minearbejdere, eftersom den engelske strejke havde gavnet Hamborgs erhvervsliv — som alternativ kulleverandør — økonomisk. Thälmann hævdede, at "strejkebryderiet" måtte stoppes. På partikongressen i Berlin-Wedding i 1929 gik Thälmann ind for en klar konfrontationskurs mod socialdemokraterne, SPD, efter den "blodige maj", hvor 32 mennesker var blevet dræbt, da politiet forsøgte at slå optøjer og demonstrationer ned, som var blevet forbudt af den socialdemokratiske indenrigsminister. Thälmann var som leder af den tyske venstrefløj en af de bitreste modstandere af socialdemokraterne. KPD udviklede sig under hans ledelse til en massebevægelse med omkring 100 mandater i Rigsdagen.
Den 13. marts 1932 var Thälmann igen kandidat ved det tyske præsidentvalg. Han opstillede imod den siddende præsident Paul von Hindenburg. Thälmann opnåede omkring 12 % af stemmerne på landsbasis.
Da nationalsocialisterne kom til magten, foreslog han en generalstrejke, men den blev ikke sat i værk. KPD blev forbudt, og Thälmann blev arresteret og interneret. Han blev henrettet ved skydning i 1944 i koncentrationslejren Buchenwald.
Den 5. marts 1933 var Thälmann for sidste gang blevet valgt til den tyske rigsdag, men han var blevet arresteret to dage tidligere, og han og de øvrige kommunister fik frataget deres mandater.   
Fidel Castro opkaldte en ø udenfor Cuba efter Thälmann: Ernst Thälmann-øen.
DDR's pionerbevægelse blev opkaldt efter Thälmann; Pionierorganisation Ernst Thälmann.

## Eksterne links
- http://www.dagogtid.no/arkiv/1997/06/herb.html Arkiveret 30. september 2007 hos  Wayback Machine
- Reden und Schriften von Ernst Thälmann Arkiveret 24. marts 2005 hos  Wayback Machine
- Biographie im LeMO Arkiveret 12. december 2007 hos  Wayback Machine

kat* Die Thälmann-Affäre 1928: Eine Schlüsselepisode in der Geschichte des Kommunismus Arkiveret 16. oktober 2007 hos  Wayback Machine
- Die Wittorf-Affaire Arkiveret 24. marts 2005 hos  Wayback Machine